# Вулиця Дениса Давидова (Житомир)
Вулиця Дениса Давидова — вулиця в Корольовському районі міста Житомира. 

## Характеристики
Знаходиться на Путятинці. Бере початок з вулиці Шевченка, прямує на південь, завершується глухим кутом. Забудова провулка представлена індивідуальними житловими будинками садибного типу.

## Історичні відомості
До 1950-х років землі за місцем розташування вулиці вільні від забудови. До кінця 1950-х років сформувалася як провулок Жовтневий. У 1958 році перейменована на Другу Партизанську вулицю. Станом на кінець 1960-х років садибна забудова вулиці сформована. До 1980-х років була довшою та прямувала на північ до з'єднання з вулицею Леваневського (нині Героїв Крут). Внаслідок будівництва багатоповерхових житлових будинків на вулицях Леваневського та Шевченка, ділянку Другої Партизанської вулиці між вулицями Шевченка та Леваневського із забудовою вздовж цієї ділянки ліквідовано. Окремі збережені садиби згодом отримали адреси «вулиця Шевченка». У 1995 році вціліла частина вулиці Другої Партизанської, від вулиці Шевченка, що прямувала на південь, до кутка, отримала чинну назву на честь Дениса Давидова. 